# فرنسيسكو فاغنر
فرنسيسكو فاغنر (بالإسبانية: Francisco Sosa Wagner) (و. 1946  م) هو سياسي، وكاتب، وأستاذ جامعي، ومحامي إسباني، ولد في الحسيمة.

## مناصب
تولى منصب عضو في البرلمان الأوروبي (1 يوليو 2014–19 أكتوبر 2014)
- عضو في البرلمان الأوروبي (14 يوليو 2009–30 يونيو 2014).

## التعليم
تعلم في جامعة بلنسية، وجامعة توبنغن.

## روابط خارجية
- فرنسيسكو فاغنر على موقع IMDb (الإنجليزية)